# Любівщина
Любі́вщина — село в Україні, у Миргородській міській громаді Миргородського району Полтавської області. Населення становить 358 осіб. Колишній орган місцевого самоврядування — Шахворостівська сільська рада.

## Населення

### Мова
Розподіл населення за рідною мовою за даними перепису 2001 року:
| Мова       | Відсоток |
| ---------- | -------- |
| українська | 94,97%   |
| російська  | 5,03%    |

## Географія
Село Любівщина розташоване на лівому березі річки Лихобабівка, вище за течією на відстані 1,5 км розташоване село Трудолюб, нижче за течією на відстані 1,5 км розташоване місто Миргород. Поруч проходить автомобільна дорога Р42.

## Економіка
- ТОВ «Любівщіна».
- ТОВ «Дніпро».
- ТОВ «Еркерс».